# Matthias Blübaum
Matthias Blübaum (ur. 18 kwietnia 1997 w Lemgo) – niemiecki szachista, arcymistrz od 2015 roku. Zwycięzca Mistrzostw Europy w szachach klasycznych 2022. 

## Kariera szachowa
W szachy gra od szóstego roku życia. W dzieciństwie był członkiem projektu szachowego Prinzengruppe, prowadzonego przez trenera niemieckiej reprezentacji szachowej, mającego na celu trenowanie młodych talentów szachowych. Wszyscy uczestnicy programu (Blübaum, Rasmus Svane, Dennis Wagner oraz Anton Demczenko) zostali później arcymistrzami. Blübaum zdobył tytuł mistrza międzynarodowego w 2012 r., a arcymistrzem został w 2015. Od 2019 jest reprezentantem polskiego klubu szachowego KS Stilon Gorzów Wielkopolski. Brał udział również w czterech olimpiadach szachowych (2016, 2018, 2022, 2024). Swój najwyższy ranking szachowy osiągnął w sierpniu 2021 – 2674.
Do jego sukcesów szachowych należą m.in.:
- zwycięstwo w Drużynowych Młodzieżowych Mistrzostwach Europy w szachach klasycznych 2015[10]
- zdobycie brązowego medalu na Mistrzostwach Świata Juniorów do lat 20 w 2015 r. (rozgrywanych w Chanty-Mansyjsku)[11][12]
- zwycięstwo w turnieju GRENKE Open 2016[13]
- dwukrotne zajęcie 3. miejsca w Drużynowych Mistrzostwach Polski w szachach (w 2020 i 2021 roku)[14]